# Христограма IHS

Христограма IHS на гербі папи Франциска.

Христограма IHS — акронім латинською мовою імені Ісуса від грецького «IHΣOYΣ» , які вимовляються грецькою мовою як «Іісу́с». У скороченні IHS використано  (три перші) дві перші та остання літери імені: I — Йота, H — Ета, Σ — Сигма.
До середини XV століття повне ім'я Ісуса у написанні Євангелій латинською мовою не використовувалося. Натомість використовували скорочення IHS. Для відмінювання у реченнях використовувалися відмінки латиської мови: таким чином у текстах зустрічається також IHV (для родового, давального, кличного та орудно-місцевого) та IHM для знахідного відмінків.
У пізніші часи христограму тлумачили як скорочення від «Iesus Homini Salvator» («Ісус, Спаситель Людства») або «Iesum Habemus Socium» («Маємо Ісуса Компаньйоном»).